# GOLDEN☆BEST 尾崎亜美
『GOLDEN☆BEST 尾崎亜美』（ゴールデン☆ベスト おざきあみ）は、尾崎亜美のベスト・アルバム。2002年6月19日発売。発売元は東芝EMI（現・ユニバーサルミュージック）。

## 解説
各レコード会社から発売されているゴールデン☆ベストシリーズの中の1枚で、女性シンガーソングライター・尾崎亜美の活動初期、1978年前後の代表曲を集めた廉価盤ベスト・アルバム。
シンシアこと南沙織が歌った「春の予感 -I've been mellow-」のセルフカバーが収録されている。シンシア版では、作詞・作曲のみならず、編曲も尾崎が担当し、「東京音楽祭ゴールデンカナリー賞作詞賞」を受賞した。資生堂のコマーシャルソングに使用されたほか、1990年代には別のコマーシャルソングにも使用されている。
本アルバムにセルフカバーは収録されていないが、杏里に「オリビアを聴きながら」を提供したのもこの頃である。なお、1996年の『第47回NHK紅白歌合戦』では、"歌い継がれる名曲" として杏里が披露した。

## 収録曲
全作詞・作曲・編曲:尾崎亜美（except #1・2・5・6 編曲：松任谷正隆）
1. 瞑想　（4:07）
2. 冬のポスター　（4:50）
3. 旅　（3:28）
4. 偶然　（3:54）
5. マイ・ピュア・レディ（3:15）
尾崎自身のスマッシュヒット・ソング。
資生堂のコマーシャルソングに使用された。
6. サンライト　（3:14）
7. ストップモーション　（3:40）
8. ラストキッス　（4:21）
9. 嵐を起こして　（3:25）
10. 来夢来人　（4:09）
読みは『らいむらいと』。尾崎本人制作の楽曲であるが、同名異曲が存在する。筒美京平が作曲した小柳ルミ子の楽曲（「来夢来人」参照）、大友裕子が作曲してあみんがカバーした楽曲（『メモリアル』収録、1983年12月20日）など。
11. 春の予感 -I've been mellow-　（3:38）
1978年1月21日、南沙織がシングルで発表。資生堂 '78春のキャンペーンソング。尾崎は同時期にほぼ同じアレンジでセルフカバー。
12. あなたはショッキング・シャイン　（4:10）
13. 私は愛を唄わない　（5:00）
14. ジェシー　（3:07）
15. 回転木馬　（4:18）
16. スローダンシング　（4:03）
17. 心にメイクアップ　（3:51）
18. FOR YOU　（3:15）
やまだかつてないWinkの一員だった横山知枝が、ソロ・セカンドシングル曲としてカバーした。ソロ・デビュー曲の『Happy Birthday』は尾崎の書き下ろし作品（オリコン初登場2位を記録）。尾崎自身もアルバム『POINTS-3』（1992年3月21日）でセルフカバーをしている。

## 関連人物
- 小原礼
- 南沙織